# Mahabako
Mahabako est une commune rurale malgache située dans la région de Fitovinany.